# Pegirian
Pegirian is een bestuurslaag in het regentschap Soerabaja van de provincie Oost-Java, Indonesië. Pegirian telt 24.895 inwoners (volkstelling 2010).